# Gran Porto
El Gran Porto (Grande Porto en portuguès) és una subregió estadística portuguesa, part de la Regió Nord. Dels seus municipis, tots pertanyen al Districte de Porto llevat Espinho, que pertany al d'Aveiro. Limita al nord amb Cávado, a l'est amb Ave i Tâmega, al sud amb Entre Douro e Vouga i Baixo Vouga i a l'oest amb l'oceà Atlàntic. Àrea: 817 km². Població (2008): 2.000.000 (est.) 
Comprèn 11 concelhos:
- Espinho
- Gondomar
- Maia
- Matosinhos
- Porto
- Póvoa de Varzim
- Santo Tirso
- Trofa
- Valongo
- Vila do Conde
- Vila Nova de Gaia

Nota*
Recentment els municipis de Santo Tirso i Trofa, adiram al Gran Porto subregion i Gran Porto area metropolitana.